# Mongolská skvrna
Mongolská skvrna je nezhoubné, ploché, vrozené mateřské znaménko s vlnitými okraji a nepravidelným tvarem. Nejběžnější je mezi obyvateli východní Asie a turkickými národy. Je pojmenovaná po Mongolech. Výrazně převládá také ve východní Africe a mezi Indiány. Obvykle skvrna zmizí do třetího až pátého roku po narození a téměř vždy do puberty. Nejběžnější barva mongolské skvrny je modrá, může být i šedomodrá nebo i tmavě hnědá.
Mongolská skvrna se vyskytuje jen v pokožce. Modrá barva je způsobena melanocyty, buňkami obsahující melanin, které zde při své pouti během vývoje uvízly. Jedna skvrna nebo skupina skvrn obvykle pokrývá části spodních zad, hýždí, boků nebo ramena. Výskyt nezávisí na pohlaví, obě pohlaví jsou k tomuto jevu stejně náchylná. Skvrny jsou neškodné. Někdy bývají chybně zaměňovány s modřinami.

## Rozšíření
Mongolská skvrna je nejvíce rozšířena mezi Mongoly, turkickými národy a ostatními mongoloidními skupinami jako jsou Číňané, Korejci a Japonci. Téměř všechny děti (přes 95 %) narozené ve východní Asii mají alespoň jednu mongolskou skvrnu. Skvrna je také běžná, pokud jen jeden z rodičů pochází z východní Asie. Mezi dětmi ve východní Africe se skvrna vyskytuje v 90 až 95 %, mezi Indiány pak v 85 až 90 %.
Mezi bělochy, tedy původními obyvateli Evropy, Blízkého východu, severní Afriky a indického subkontinentu, se vyskytuje vzácně, mezi 1 až 10 %. Nicméně národy, které se v průběhu dějin setkaly s hunskými kmeny mají zvýšený výskyt mongolských skvrn u narozených dětí. Například mezi Maďary se vyskytuje s 22,6% pravděpodobností.[zdroj?]
Mezi Latinoameričany se skvrna objevuje u 50 až 70 % dětí, což je zřejmě způsobeno přimícháním indiánských genů do populace mesticů.[zdroj?]